# Sarra Zammali
Sarra Zammali, née le 2 janvier 2001, est une rameuse d'aviron tunisienne. 

## Carrière
Sarra Zammali remporte aux championnats d'Afrique 2017 la médaille d'or en deux de couple juniors.
Sarra Zammali est médaillée d'argent en deux de couple aux Jeux méditerranéens de plage de 2019 à Pescara. Elle remporte la médaille d'or en skiff lors des Jeux africains de plage de 2019 à Sal.
Elle remporte aux championnats d'Afrique 2019 la médaille d'argent en skiff poids légers des moins de 23 ans, en skiff juniors et en deux de couple juniors.
Elle remporte aux championnats d'Afrique d'aviron de plage sprint 2022 à Hammamet la médaille d'or en deux de couple.
Aux championnats d'Afrique 2022, elle obtient la médaille de bronze en deux de couple en seniors ; dans la catégorie des moins de 23 ans, elle est médaillée d'argent en skiff ainsi qu'en skiff poids légers.
Elle est médaillée d'or en deux de couple mixte aux Jeux africains de plage de 2023 à Hammamet.
Aux championnats d'Afrique 2023, elle obtient la médaille d'or en deux de couple en seniors avec Imen Mbarki ; dans la catégorie des moins de 23 ans, elle est médaillée d'or en skiff poids légers. Aux championnats d'Afrique 2024, elle obtient la médaille d'argent en skiff. Il est aussi médaillé de bronze en quatre de couple mixte aux championnats d'Afrique de plage sprint 2024.